# 朝鮮キリスト教聯盟
朝鮮キリスト教聯盟（ちょうせんキリストきょうれんめい）は、朝鮮民主主義人民共和国（北朝鮮）の宗教団体。1946年11月28日に結成された「北朝鮮基督教聯盟」が前身。1960年に一旦、解散したが1974年に「朝鮮基督教聯盟」として再び結成された。1999年2月頃に「朝鮮キリスト教聯盟」と改称し、現在に至っている。

## 厳しい宗教統制
北朝鮮では宗教活動が厳しく統制（実質的に禁止）が行われている。牧師は朝鮮労働党によって党員から選ばれている。信徒（信者）も朝鮮労働党の思想審査に合格した党員でなければなれない。
教会は、1988年9月に平壌直轄市に建立された鳳岫教会と1989年に建立された七谷教会がある。朝鮮基督教連盟は、1983年に新約聖書と賛美歌を発行し、1984年には旧約聖書を刊行した。